# Gipsy Kings

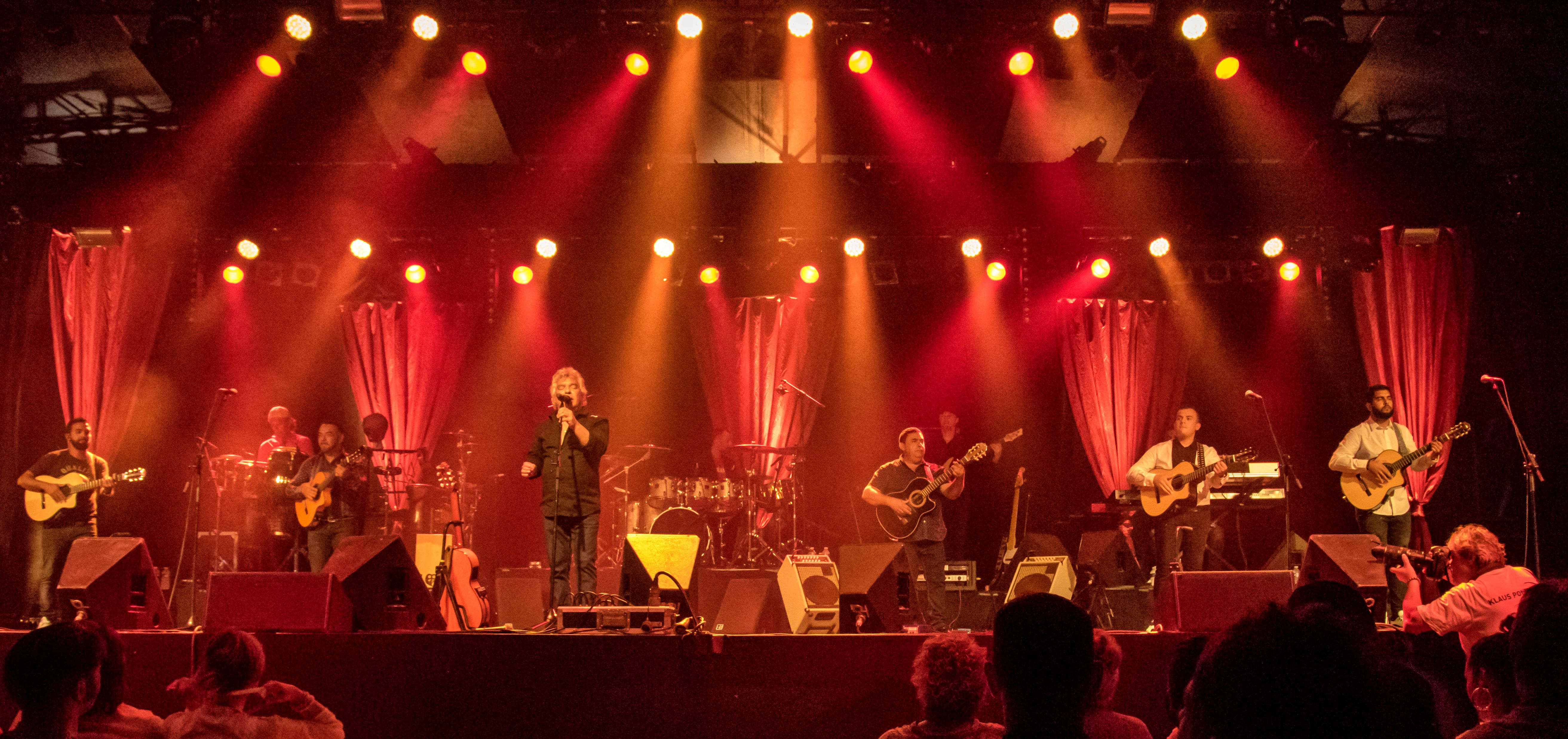
Zelt-Musik-Festival 2016 Freiburg, Germania

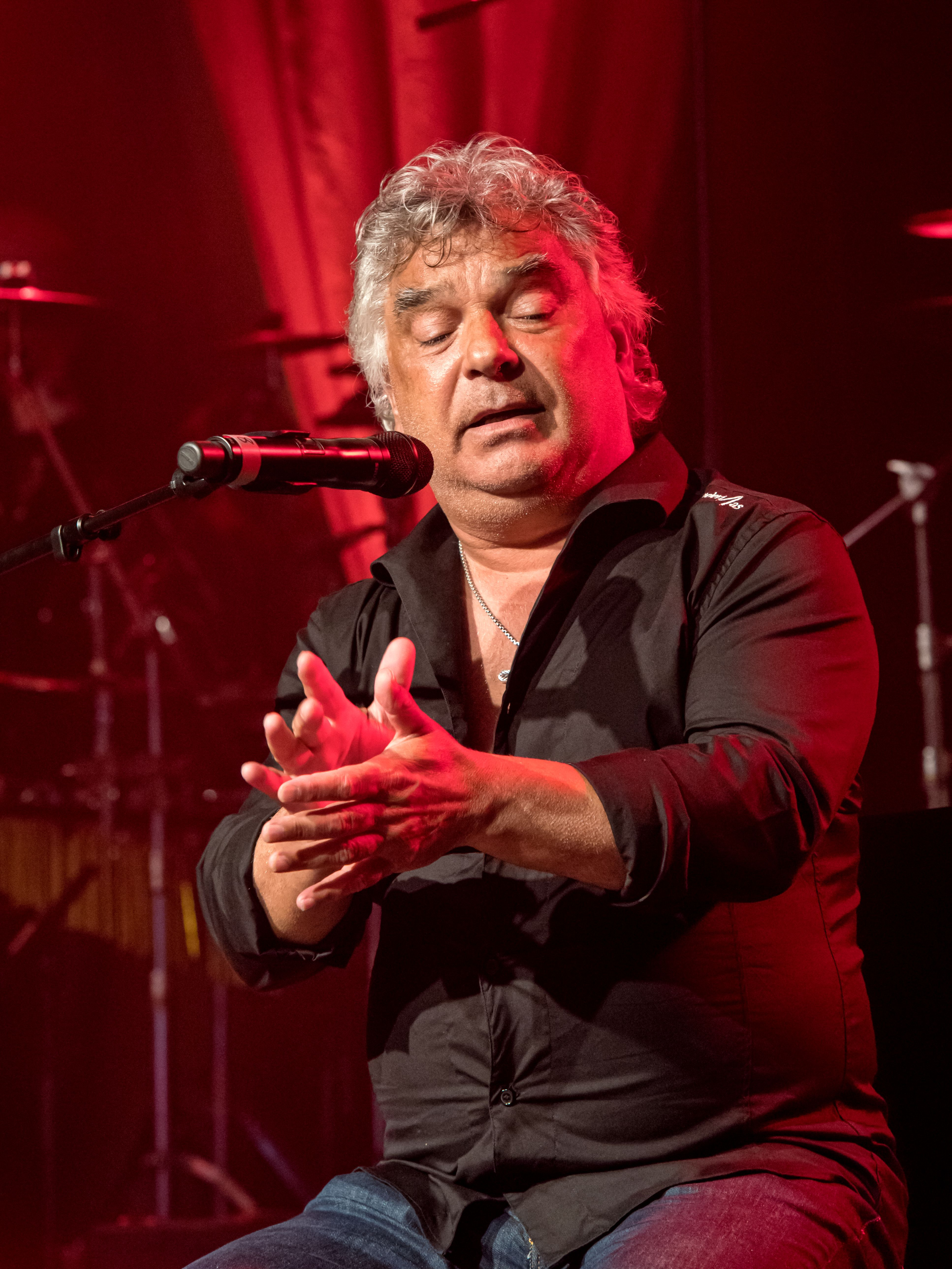
Zelt Musik Festival 2016

Gipsy Kings este un grup de muzicieni din Arles și Montpellier care cântă în limba spaniolă cu un accent de Andaluzia. Deși membrii grupului s-au născut în Franța, părinții lor au fost în mare parte gitanos, spanioli de etnie romă care au fugit din Catalunia în timpul Războiului Civil din Spania din anii 1930. Chico Bouchikhi este de origine marocană și algeriană. Ei sunt cunoscuți pentru răspândirea în lumea întreagă a genului rumba catalana, o muzică pop bazată aproximativ pe muzica tradițională flamenco. Grupul s-a numit inițial Los Reyes.

## Membrii
Membrii formației Gipsy Kings aparțin a două familii înrudite: Reyes și Baliardos, rude cu artistul de flamenco Manitas de Plata (Ricardo Baliardo) respectiv fii și nepoții:
- Nicolás Reyes – vocalist principal
- Luis Reyes – chitară, voce
- Andrés Reyes – chitară, voce
- Joaquinito Reyes – chitară, voce
- Andre Reyes – chitară
- Tonino Baliardo – chitară principal
- Diego Baliardo – chitară
- Paco Baliardo – chitară
- Xavier Padilla – bas electric
- Chico Bouchikhi a fost și membru al Gipsy Kings, dar după înregistrarea albumului Este mundo a plecat.

## Discografie

### Albume
- 1982: Allegria
- 1983: Luna de Fuego
- 1988: Gipsy Kings
- 1989: Mosaïque
- 1990: Allegria (US Version)
- 1991: Este Mundo
- 1993: Love and Liberté
- 1995-1996: Estrellas (Int'l version) / Tierra Gitana (US version)
- 1997: Compas
- 2001: Somos Gitanos
- 2004: Roots
- 2006: Pasajero

Albume Live
- 1992: Live

Albume de compilație
- 1994: Greatest Hits
- 1995: The Best of the Gipsy Kings (American edition)
- 1996: Love Songs (European edition, includes one new track)
- 1998: Cantos de Amor (American release of Love Songs)
- 1999: ¡Volaré! The Very Best of the Gipsy Kings (re-released also in 2000)

### Cântece
| An                                                                             | Cântec                            | Topuri | Topuri | Topuri | Topuri | Topuri | Certificare |
| An                                                                             | Cântec                            | AUS    | AUT    | FR     | NED    | SWI    | Certificare |
| ------------------------------------------------------------------------------ | --------------------------------- | ------ | ------ | ------ | ------ | ------ | ----------- |
| 1987                                                                           | "Djobi djoba"                     | –      | –      | 15     | 34     | –      |             |
| 1987                                                                           | "Bamboleo"                        | 19     | 12     | 7      | 5      | –      |             |
| 1987                                                                           | "Djobi djoba" / "Bamboleo"        | –      | –      | 3      | –      | –      |             |
| 1989                                                                           | "Soy"                             | –      | –      | 20     | –      | 25     |             |
| 1989                                                                           | "Volare (nel blu dipinto di blu)" | –      | –      | 16     | 26     | –      |             |
| 1991                                                                           | "Baila me"                        | –      | 10     | 36     | 5      | 2      |             |
| 1992                                                                           | "Pida me la"                      | –      | 22     | 28     | –      | –      |             |
| "—" denotes a title that did not chart, or was not released in that territory. |                                   |        |        |        |        |        |             |